# P.W. Long
P.W. Long  est un chanteur et guitariste américain ayant joué au sein des groupes Wig, Mule et P.W. Long's Reelfoot. Il a depuis enregistré deux albums solo.

## Discographie

### avecMule
- 1993 : Mule (LP)
- 1994 : Wrung (EP)
- 1994 : If I Don't Six (LP)

### avec Reelfoot
- 1997 : We Didn't See You on Sunday (LP)
- 1998 : Push Me Again (LP)

### Solo
- 2003 : Remembered (LP)
- 2007 : You Ain't Know The Man (EP)
- 2008 : God Bless The Drunkard's Dog (LP)

## Référence
- (en) Cet article est partiellement ou en totalité issu de l’article de Wikipédia en anglais intitulé « P.W. Long » (voir la liste des auteurs).